# Guido Fink
Guido Fink (Gorizia, 28 luglio 1935 – Firenze, 6 agosto 2019) è stato un critico letterario, critico cinematografico e critico teatrale italiano.
Basandosi prevalentemente su una metodologia comparatistica e interdisciplinare, e mettendo la letteratura in relazione con il teatro, la radio e il cinema, e sempre in dialogo con e in funzione del più generale contesto artistico-culturale, Fink ha dato contributi fondamentali e ancor oggi estremamente validi su scrittori, intellettuali, registi e su periodi e generi, soprattutto nelle aree di studio e ricerca statunitense, inglese e italiana.

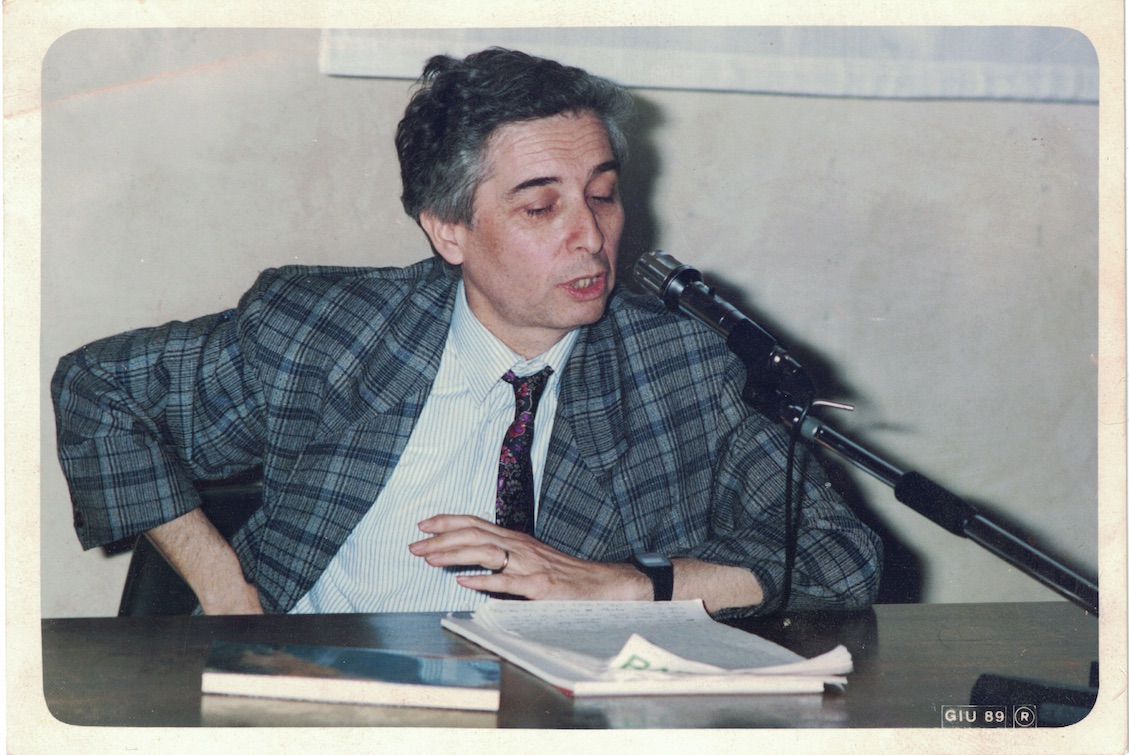
Guido Fink durante una lezione, giugno 1989

## Biografia
Figlio di Laura Bassani, amica di famiglia di Giorgio Bassani (autore de Il giardino dei Finzi-Contini), e di Isacco (Itzak) Fink, discendente da ebrei russi, Guido nasce a Gorizia in epoca fascista e durante la sua infanzia vive pesantemente, se non direttamente, il trauma della Shoah. Quando nel 1938, infatti, a causa delle leggi razziali, il padre perde il lavoro, Guido (che ha due anni) e sua madre si trasferiscono nella casa del nonno a Ferrara, mentre il padre troverà impiego presso amici a Roma. Cinque anni dopo, il 15 novembre del 1943, in seguito all'assassinio del fascista Igino Ghisellini, fu organizzata una squadra punitiva che raggiunse Ferrara nel pomeriggio. La sera stessa furono arrestati 74 cittadini ferraresi e tra questi vennero scelte 11 persone, che furono fucilate all'alba. I fatti sono ricordati nel racconto Una notte del '43 di Giorgio Bassani (1956) e nella trasposizione cinematografica di Florestano Vancini La lunga notte del '43 (1960). Fortunatamente la madre di Fink viene avvertita da un'amica, cosicché riesce a portarsi in salvo insieme al figlio nascondendosi in una vecchia fabbrica, mentre tutti gli uomini della famiglia vengono arrestati. Il padre viene poi imprigionato e deportato ad Auschwitz, dove morirà.
Autore attivo all'età di ventitré anni, nei primi anni ’50 Fink scrive recensioni per giornali a tiratura locale (La Nuova Scintilla di Ferrara) e nazionali (L'Unità). Compie i suoi studi presso l'Università di Bologna, dove consegue la Laurea in Lingua e Letteratura Inglese nel 1958 con una tesi su Henry Fielding. Nello stesso anno inizia la collaborazione con la rivista Cinema Nuovo, per la quale scrive, nell’arco di un quindicennio, numerosi saggi, articoli e recensioni di film, con analisi sul Free Cinema e in particolare sul binomio Joseph Losey-Harold Pinter, sul nuovo cinema americano degli anni ’60 e su autori quali Michelangelo Antonioni e Luchino Visconti, che nel tempo sono rimasti tra i suoi preferiti.
Dopo aver insegnato nelle scuole di Argenta, Ferrara e Padova ottiene la cattedra di docente universitario di Letteratura Inglese e Letteratura Americana prima a Pescara, poi a Bologna (il periodo più lungo: 1971-1988) e infine a Firenze. Nel frattempo trascorre lunghi periodi di docenza e ricerca negli USA: con una borsa di studio dell'American Council of Learned Societies alla Columbia University di New York (1979-80); come docente di Letteratura e Cinema Italiani presso la Princeton University (1961-1962) e la University of California a Los Angeles (1962-63); allo Smith College a Northampton come assistente e direttore della Cattedra di Italiano (1966-67) e alla Berkeley University con una Cattedra di Studi Italiani (1984).
Tra le pubblicazioni in riviste (Paragone / Letteratura e Cinema & Cinema) e in numerosi volumi collettanei, si ricordano le sue analisi su Orson Welles, su cui inoltre tenne una conferenza a Venezia nel 1991, Orson Welles, i confini cancellati; su Mario Camerini, Mario Soldati, sul rapporto tra cinema e teatro, su quello tra cinema e storia, su Shakespeare e il cinema, sulla commedia classica americana, sul melodramma, autori e temi ai quali ha prestato tra i primi, almeno in Italia, singolare e profonda attenzione.
L'ideazione, assieme a Adelio Ferrero e a Lorenzo Pellizzari, della rivista Cinema & Cinema, di cui sarà anche direttore per alcuni anni (1982-1987), nonché di una storia del cinema edita in più volumi da Marsilio, ha permesso a Fink di promuovere e, in alcuni casi, analizzare personalmente periodi e tendenze quali il cinema francese degli anni ‘30, il Cinema Novo brasiliano, il musical e la commedia americana e il cinema italiano di varie epoche, e di avvicinarsi a nomi celebri quali John Cassavetes, Robert Altman, Stanley Kubrick, Charlie Chaplin, Buster Keaton, David W. Griffith e Woody Allen.
Di notevole importanza lo studio e gli scritti compiuti su Michelangelo Antonioni: nel 1963 Fink analizza L’avventura come “giallo alla rovescia” in Cinema nuovo (n. 162) e l’anno successivo, a conclusione del Festival di Venezia, in un articolo scritto in inglese per il pubblico americano parla dei tagli della censura a Il deserto rosso e di come il film venga giustamente apprezzato dalla critica; nel 1970 definisce Il grido (1957) il film “più bello e angoscioso” di Antonioni (Paragone / Letteratura, n. 248, ora in Nel segno di Proteo. Da Shakespeare a Bassani, a cura di Roberto Barbolini, 2015) e nel 1985, a proposito di Zabriskie Point, scrive che lo spazio di Antonioni assomiglia a quello evocato da Cesare Pavese (Paragone / Letteratura, n. 426, ora nel citato Nel segno di Proteo). “Le parole provvisorie, ovvero, Michelangelo Antonioni critico cinematografico”, del 1983, rimane il suo saggio più celebre sul regista ferrarese, che definisce “con ogni probabilità il nostro maggior regista vivente”. Nel 1988 cura, con l’amico Seymour Chatman (che lui stesso aveva invitato all’Università di Bologna per tenere un seminario due anni prima), un’edizione americana commentata della sceneggiatura de L'avventura.
Il nome di Guido Fink è citato nella stampa straniera e in particolare in ambito accademico angloamericano: Peter Brunette lo cita nel suo volume The Films of Michelangelo Antonioni (Cambridge UP 1998); in Contemporary Italian Film-making. Strategies of Subversion di Manuela Gieri (University of Toronto Press 1995) Fink compare fin dai ringraziamenti tra le fonti di “inspiration and support”; e in una recensione congiunta di After Fellini: National Cinema in the Postmodern Age di Joy Marcus Millicent (2002) e The Cinema of Economic Miracles: Visuality and modernization in the Italian art film di Angelo Restivo (2002) è inserito in un elenco di nomi che, sebbene possano suonare “unfamiliar to most American readers of film history and criticism”, sono “very well known to the scholars of Italian cinema in American Universities” (Cineaste, Winter 2002, n. 54).
Ha collaborato con le riviste Paragone/Letteratura, Cinema Nuovo, Bianco e Nero, Cinema & Cinema, Positif, L'Indice, Il Diario della Settimana, La Rivista dei libri (edizione italiana di The New York Review of Books), con settimanali come Il Mondo e con quotidiani come Il Messaggero.
Viene nominato dal Ministero degli Esteri direttore del Centro di Cultura Italiana a Los Angeles (luglio 1999 - giugno 2003) e nel 2004 riceve un premio dall'AACUPI (Association of American College and University Programs in Italy).
Dopo il ritiro, ha trascorso gli ultimi anni della sua vita a Firenze, con la moglie Daniela. Suo figlio è il musicista Enrico Fink.
Fink è stato un pioniere degli studi comparati, dell’interdisciplinarità e dei film studies, dando un forte impulso allo studio della letteratura ebrea-americana e riservando alla letteratura popolare e al cinema la stessa attenzione che ai classici. Fra i suoi numerosi scritti ricordiamo la Storia del cinema mondiale a cura di Gian Piero Brunetta, le monografie su Ernst Lubitsch, William Wyler e Altman, e il volume Non solo Woody Allen. La tradizione ebraica nel cinema americano (tutti pubblicati fra gli anni ‘80 e il nuovo millennio).

## Opere[3]

### Libri
- 1967 - “Pearl S. Buck: la vita e l’opera” (pp. 27–280), in AAVV, Pearl Buck: premio Nobel per la letteratura 1938, Fabbri, Milano. Contiene: “Il conferimento del premio Nobel a Pearl Buck” di Kyell Stromberg e il “Discorso ufficiale di Per Hallstrom”.
- 1971 - Orizzonti di gloria: un film di Stanley Kubrick, Radar, Padova.
- 1976 - Quasi come: letteratura come parodia, parodia come letteratura (con Guido Almansi), Bompiani, Milano (n.e. 1991).
- 1977 - Ernst Lubitsch, Il Castoro (La Nuova Italia), Firenze (n.e. 1995, 2008).
- 1977 - Cinema e teatro: verso una totalità dello spettacolo e una partecipazione critica del pubblico (con Antonio Miccolo, a cura di), Guaraldi, Firenze.
- 1978 - I testimoni dell’immaginario: tecniche narrative dell’Ottocento americano, Edizioni di Storia e Letteratura, Roma.
- 1982 - I film di Robert Altman, Gremese, Roma.
- 1982 - William Wyler, Il Castoro (La Nuova Italia), Firenze. La monografia valse a Fink il prestigioso Premio U. Barbaro edito dai Comuni di Venezia e di Modena nel 1982.
- 1986 - The Celebrated Art of US Short-Story Writing (con Gianni Celati), Mucchi, Modena.
- 1988 - Critici eccentrici a Ferrara, Liberty House, Ferrara.
- 1989 - L'avventura. Michelangelo Antonioni, director  (with Seymour Chatman, eds), Rutgers University Press, New Brunswick,  N.J.
- 1990 - R. L. Stevenson: Lo strano caso del dottor Jekyll e del signor Hyde, Lindau, Torino.
- 1991 - Storia della letteratura americana (con Mario Maffi, Franco Minganti, Bianca Tarozzi), Sansoni, Firenze; n.e. Milano: Rizzoli, 1994, 2001, 2003, come Storia della letteratura americana dai canti dei pellerossa a Philip Roth.
- 1991 - “Il cinema inglese e la folla solitaria”, in Emanuela Martini (a cura di), Free Cinema e dintorni. Nuovo cinema inglese 1956-1968, EDT, Torino, pp. 117–139.
- 1993 - Dies Irae: il cinema del 1943 (con Francesco Bolzoni, a cura di), Milano-Venezia: La Biennale-Fabbri, pp. 235. Pubblicato in occasione dell'omonima retrospettiva in concomitanza con la 50ª mostra internazionale d'arte cinematografica, Venezia, 31 agosto-11 settembre 1993.
- 1994 - John Cassavetes: più vero del vero (con Roberta Andreucci e Luca Mazzei, a cura di), Firenze: Festival dei Popoli, pp. 81.
- 2001 - Non solo Woody Allen: la tradizione ebraica nel cinema americano, Venezia: Marsilio, pp. 299. Premiato a “L’Efebo d’oro” ad Agrigento.
- 2003 - Le seduzioni della scena: il teatro nel romanzo fra Otto e Novecento (con Maurizio Ascari, Alessandra Calanchi, Ornella De Zordo), Firenze: Le Lettere, pp. 208.  “In principio era Fielding” e “Una doppia condanna”, pp. 7–46.
- 2015 - Nel segno di Proteo. Da Shakespeare a Bassani (a cura di Roberto Barbolini), Guaraldi, Rimini, pp. 414.2.2

Introduzioni, postfazioni, traduzioni, ecc.
- 1960 - Prefazione a: Giorgio Bassani, Cinque storie ferraresi, Einaudi, Torino (n.e. 1977 Mondadori, Milano).
- 1964 - Traduzione di: Paul Rotha e Richard Griffiths, Storia del cinema, Einaudi, Torino.
- 1972 - Prefazione a: Pier Paolo Pasolini, Empirismo eretico, Garzanti, Milano (n.e. 1991, 1995, 2000).
- 1975 - Traduzione di: Ford Madox Ford, Il buon soldato, Garzanti, Milano; n. e. con Postfazione di G. Fink, “L’arte di decomporre”, Feltrinelli, Milano 1984.
- 1980 - Traduzione e introduzione a: Lionel Trilling, Al di là della cultura: saggi su Austen, Wordsworth, Keats, Freud, Babel', Leavis, Snow, Hawthorne e Joyce, La Nuova Italia, Firenze.
- 1983 - Presentazione di: John Steinbeck, Diario di bordo dal Mare di Cortez, Jaca Books, Milano.
- 1984 - Introduzione a: Sergio Colomba, La scena del dispiacere: ripetizione e differenza nel teatro italiano degli anni Ottanta, Longo, Ravenna.
- 1989 - Introduzione a: Leslie Fiedler, L’ultimo ebreo in America, traduzione di Daniela Fink, La Giuntina, Firenze.
- 1990- Prefazione (e curatela) a: Ennio Flaiano, Nuove lettere d’amore al cinema, Rizzoli, Milano.
- 1990 - “Soltanto la lettera”, Introduzione a: Thomas Hardy, Jude l’oscuro, Einaudi, Torino.
- 1992 - Introduzione a: R. L. Stevenson, Le favole, Le Lettere, Firenze.
- 1992 - “Una parte del corpo alla volta”, Introduzione a: Mary Mc Carthy, Una giovinezza americana, Bologna, Il Mulino.
- 1993 - “Le tre notti del 1943”, Introduzione a: Florestano Vancini, La lunga notte del ’43, Ferrara: Liberty House, pp. 7-22.
- 1993 - Prefazione a: Giorgio Bassani, Cinque storie ferraresi, Club degli editori, Milano.
- 1993 - Postfazione a: Curt Goez, Tatiana, Giunti, Firenze.  1993 - Introduzione a: Henry James, L’americano, Newton Compton, Roma.
- 1994 - Introduzione a: Edith Wharton, La casa della gioia, Newton Compton, Roma.  1995 - Traduzione, note e Prefazione (pp. xxxvii-liii) a: William Shakespeare, La commedia degli errori, Garzanti, Milano.
- 1995 - Postfazione a: Michael MacLianmoir, L'onesto Iago, trad. Daniela Fink, Giunti, Firenze.
- 1995 - “Lubitsch, i giochi possibili”, Introduzione a: Emanuela Monaco e Alessandro Pamini (a cura di), Ernst Lubitsch: l’arte della variazione nel cinema, Ente dello spettacolo, Roma, pp. xxxi- xxxiv.
- 1996 - “Un muro cieco, un milione di finestre”, Introduzione a: Henry James, Ritratto di signora, Newton Compton, Roma, pp. 7-18.
- 1996 - Postfazione a: Bruce Jay Friedman, Stern, La Giuntina, Firenze.
- 2005 - Introduzione a: Henry James, Le bostoniane, Newton Compton, Roma.

### Traduzioni per la radio o la televisione italiana
- Cyril Tourneur, The Revenger’s Tragedy
- T.S. Eliot, Cocktail Party
- Eugene O’ Neill, Anna Christie

### Traduzioni per il doppiaggio (con Daniela Fink)
- È tutto vero (Orson Welles, 1941)
- Lista di Schindler (Steven Spielberg, 1993)
- Vanya sulla seconda strada (Louis Malle, 1994)

## Onorificenze e affiliazioni
- Membro dell’Associazione Italiana Studi Americani (AISNA) e Sindacato Critici Cinematografici Italiani (S.N.C.C.I.)
- Membro della giuria, Premio Viareggio, Premio Strega
- Membro del comitato di redazione, Paragone / Letteratura
- Critico teatrale per il settimanale Il Mondo, 1973-1975
- Membro del comitato di redazione, Cinema & Cinema, 1974-1979
- Direttore, Cinema & Cinema, 1982-1987